# Okpo-dong
Okpo-dong (koreanska: 옥포동) är en stadsdel i staden Geoje i provinsen Södra Gyeongsang, i den södra delen av Sydkorea,
300 km sydost om huvudstaden Seoul. Okpo-dong ligger på östra delen av ön Geojedo.
Administrativt är Okpo-dong indelat i:
| Namn    | Namn            | Yta i km² | Invånare 31 dec 2018 |
| ------- | --------------- | --------- | -------------------- |
| 옥포1동 | Okpo 1(il)-dong | 2,26      | 8 246                |
| 옥포2동 | Okpo 2(i)-dong  | 8,61      | 28 025               |